# Aichryson
Aichryson is een geslacht van succulenten uit de vetplantenfamilie (Crassulaceae). De soorten komen vooral voor op de Canarische Eilanden, een paar op de Azoren, Madeira en in Marokko en een in Portugal.

## Soorten

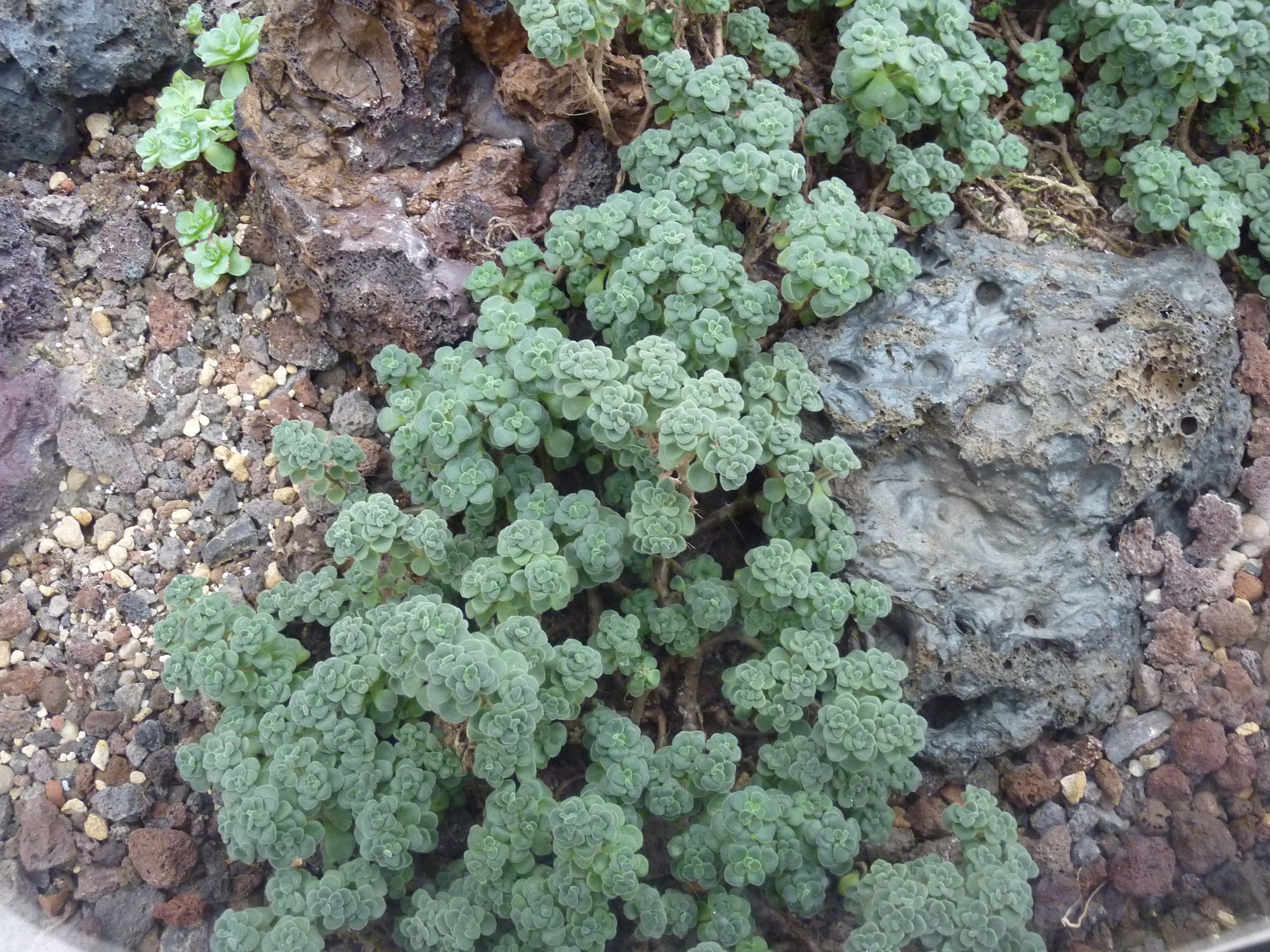
Aichryson bethencourtianum
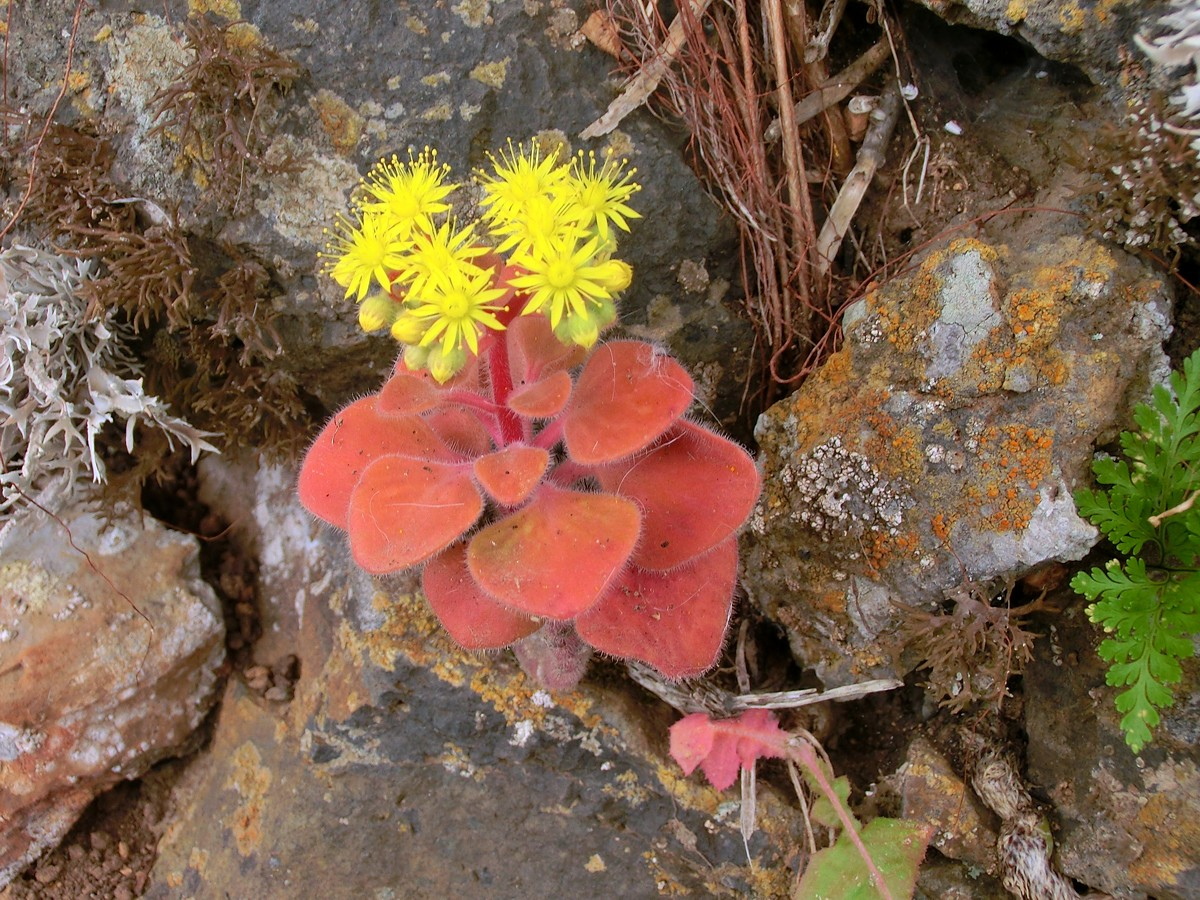
Aichryson bollei
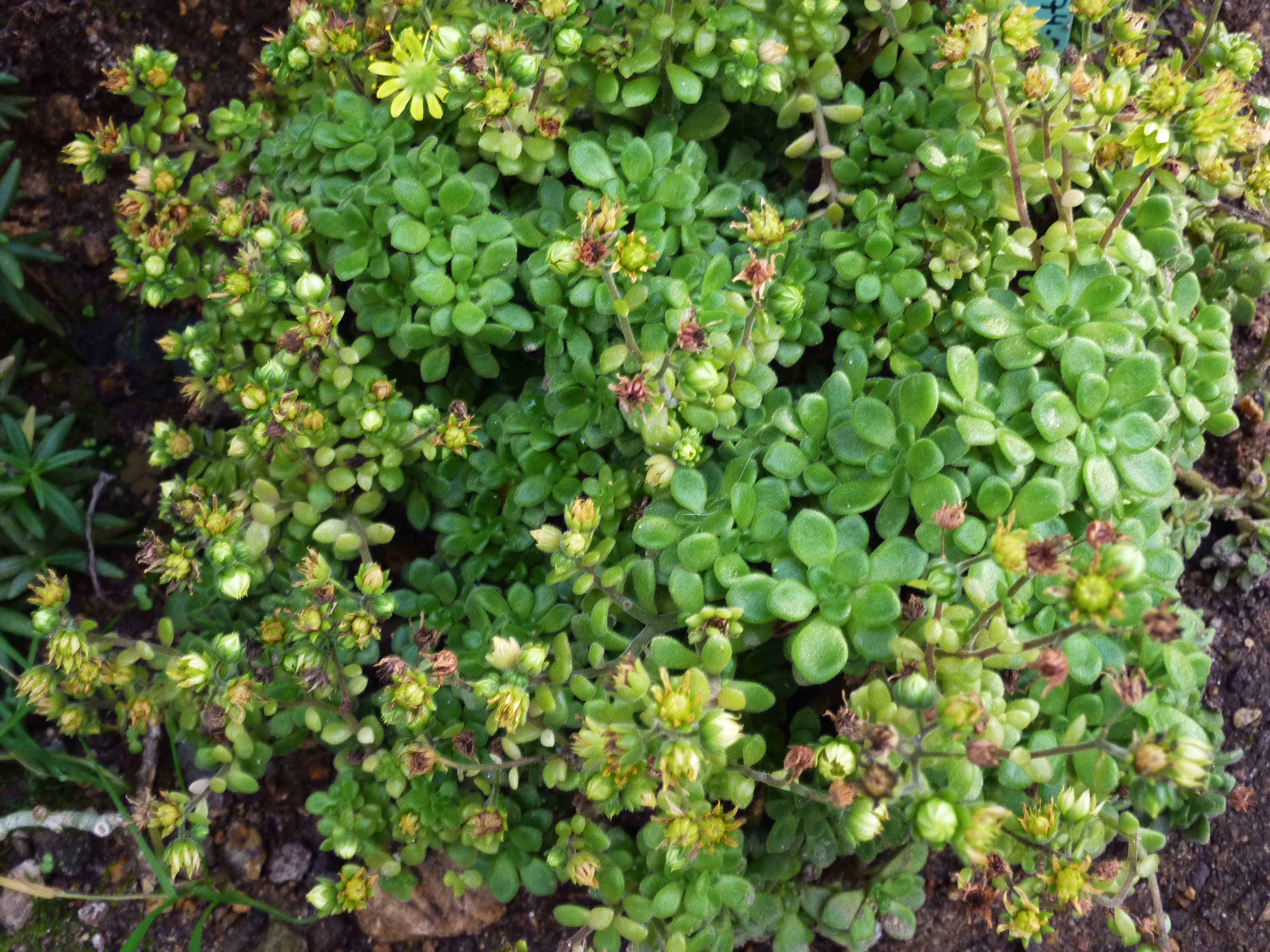
Aichryson divaricatum
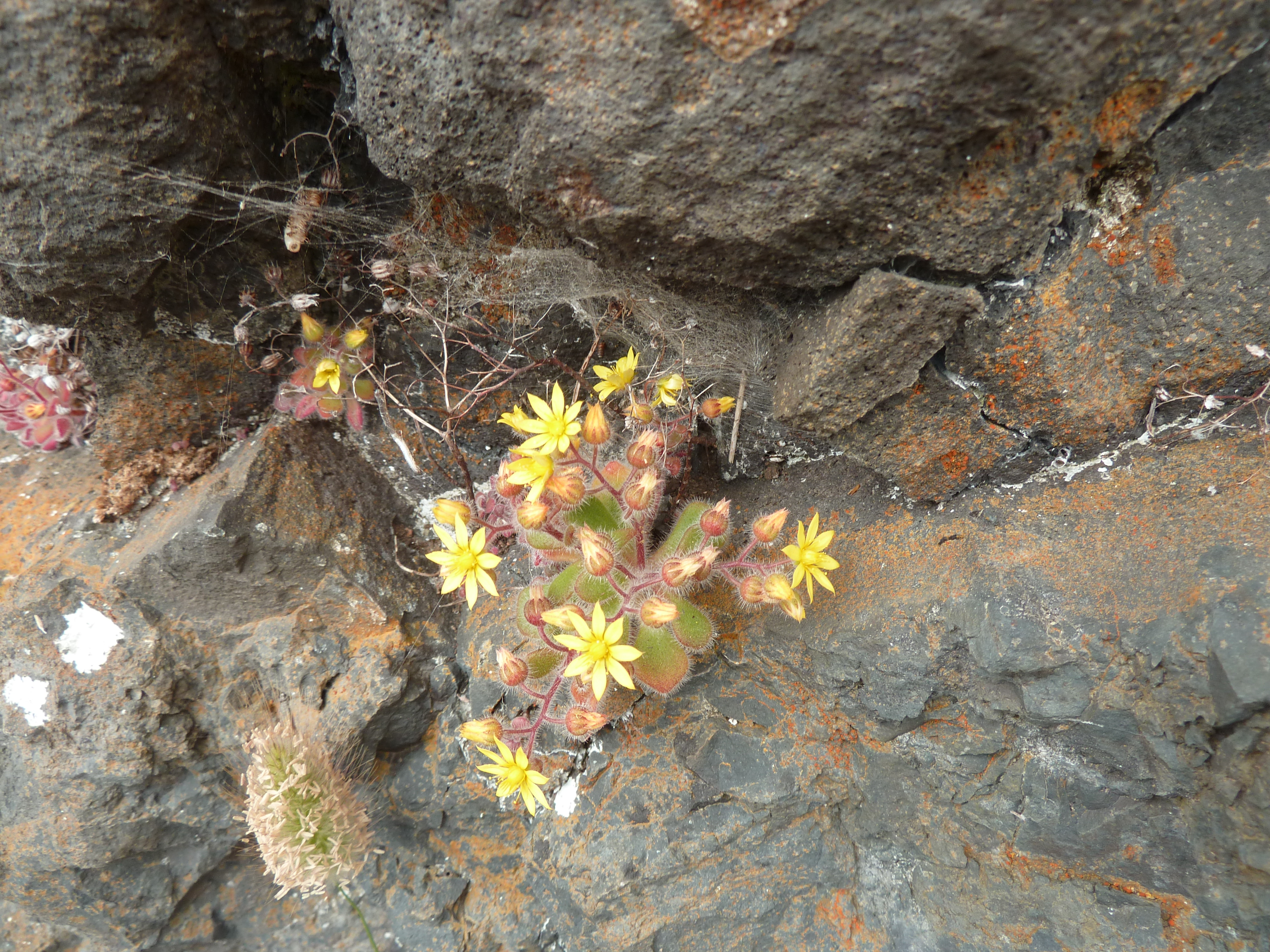
Aichryson laxum
- Aichryson palmense
- Aichryson porphyrogennetos
- Aichryson tortuosum
- Aichryson villosum

- Aichryson bethencourtianum
- Aichryson laxum
- Aichryson tortuosum
- Aichryson villosum

Adromischus · Aeonium · Aichryson · Chiastophyllum · Cotyledon · Crassula · Diamorpha · Dudleya · Echeveria · Graptopetalum · Greenovia · Hylotelephium (Hemelsleutel) · Hypagophytum · Jovibarba · Kalanchoe (Kalanchoë) · Lenophyllum · Monanthes · Orostachys · Pachyphytum · Perrierosedum · Phedimus (Vlak vetkruid) · Pistorinia · Prometheum · Pseudosedum · Rhodiola · Rosularia · Sedum (Vetkruid) · Sempervivum (Huislook) · Thompsonella · Tylecodon · Umbilicus · Villadia